# 10358 Кірхгоф
10358 Кірхгоф (10358 Kirchhoff) — астероїд головного поясу, відкритий 9 жовтня 1993 року.
Тіссеранів параметр щодо Юпітера — 3,511.